# Смирнов, Михаил Иосифович
Михаил Иосифович Смирнов (01.10.1902-13.05.1967) — советский гидроэнергетик, лауреат Сталинской премии.
Родился в д. Стреленки Смоленской губернии.
В 1930 г. окончил Ленинградский политехнический институт.
С 1930 по 1964 г. работал на Ленинградском металлическом заводе (ЛМЗ): инженер-конструктор, руководитель группы, с 1963 г. начальник бюро конструкторского отдела водяных турбин.
Специалист в области регуляторов, руководил и участвовал в создании систем регулирования для Рыбинской, Угличской, Волжских им. В. И. Ленина и им. XXII съезда КПСС, Братской, Красноярской и других гидроэлектростанций.
В 1939 году утверждён в учёном звании доцента по кафедре «Гидравлические машины». С этого времени преподавал в Ленинградском индустриальном институте и в заводе-втузе ЛМЗ.
Лауреат Сталинской премии за 1946 г. (в составе авторского коллектива) - за разработку конструкций и технологии производства мощных турбин и генераторов, установленных на Щекснинской и угличской гидроэлектростанциях Верхне-Волжского каскада.
Сочинения:
- Регулирование гидротурбин [Текст] / Ю. Е. Гаркави, М. И. Смирнов. — Москва ; Ленинград : Машгиз, [Ленингр. отд-ние], 1954. — 348 с.; 3 л. схем. : ил., схем.; 23 см.
- Автоматический регулятор скорости типа МК конструкции ЛМЗ им. Сталина для гидротурбин [Текст] / Сост. инж. М. Н.! Смирнов ; Главэнергопром, Отраслевое бюро техн. информации ЦКТИ ОБТИ. — Ленинград ; Москва : Наркоммаш. Гос. контора справочников и каталогов, 1938 (Л. : Типография им. Володарского). — 96 с., 1 вкл. л. черт. : ил.; 22 см.